# Emil Friedrich Knoblauch
Emil Friedrich Knoblauch (1864 — 1936) foi um botânico e ecólogo alemão. No herbário de plantas vasculares de Munique, Baviera encontram-se arquivados os duplicados das suas colecções botânicas.

## Obras
- eugenius Warming, paul Graebner, emil friedrich Knoblauch. 1933. Eug. Warming's Lehrbuch der ökologischen Pflanzengeographie. 1.157 pp.
- eugenius Warming, emil friedrich Knoblauch. 1904. A handbook of systematic botany. Ed. S. Sonnenschein. 620 pp. Reeditó General Books LLC, 2010. 402 pp. ISBN	115338146X
- --------------------, --------------------. 1896. Lehrbuch der ökologischen Pflanzengeographie. Ed. Borntraeger. 412 pp.
- --------------------, --------------------. 1890. Handbuch der systematischen botanik. Ed. Borntraeger (E.Eggers). 468 pp. Reimprimió BiblioBazaar, 2010. ISBN 1142421538
- emil friedrich Knoblauch. 1888. Anatomie des holzes der laurineen. Ed. F.H. Neubauer. 66 pp.